# Stanislaw Leszczynski
Stanislaw Leszczynski (født 20. oktober 1677, død 23. februar 1766) var konge af den polsk-litauiske realunion og hertug af Lothringen.
Han blev indsat 1704 af Karl 12. af Sverige under Den store nordiske krig, indtil han 1709 efter svenskernes nederlag i Slaget ved Poltava igen måtte overlade tronen til August 2.
Han var kortvarigt på tronen igen 1734-1736 efter August 2.s død under den Polske Arvefølgekrig.
Efter krigen blev han hertug af Lothringen, en titel han beholdt til sin død i 1766.